# Issoria cytheris
Issoria cytheris är en fjärilsart som beskrevs av Dru Drury 1773. Issoria cytheris ingår i släktet Issoria och familjen praktfjärilar. Inga underarter finns listade i Catalogue of Life.